# 1.FFC Turbine Potsdam
El 1.FFC Turbine Potsdam és un club de futbol femení alemany. És un dels clubs esportius de l'antiga Alemanya de l'Est que més èxit han tingut després de la reunificació, amb dues Lligues de Campions i sis Bundesligues.

## Planter 2016-17
| Porteres | Porteres         | Defenses | Defenses         | Centrecampistes | Centrecampistes      | Davanteres | Davanteres       |
| -------- | ---------------- | -------- | ---------------- | --------------- | -------------------- | ---------- | ---------------- |
| 01       | Lisa Schmitz     | 04       | Johanna Elsig    | 06              | Elise Kellond-Knight | 09         | Svenja Huth      |
| 26       | Bryane Heaberlin | 05       | Viktoria Krug    | 07              | Anna Gasper          | 16         | Eseosa Aigbogun  |
| 30       | Vanessa Fischer  | 08       | Wibke Meister    | 11              | Jennifer Cramer      | 17         | Viktoria Schwalm |
|          |                  | 15       | Inka Wesely      | 13              | Lia Wälti            | 24         | Lara Prasnikar   |
|          |                  | 18       | Jolanta Siwinska | 14              | Gina Chmielinski     | 38         | Laura Lindner    |
|          |                  | 20       | Bianca Schmidt   | 19              | Felicitas Rauch      |            |                  |
|          |                  | 22       | Stefanie Draws   | 21              | Tabea Kemme          |            |                  |
|          |                  | 23       | Lidija Kulis     | 27              | Sarah Zadrazil       |            |                  |

## Palmarès
- 2 Lligues de Campions
  - 04/05 - 09/10
- 6 Lligues de la RDA
  - 80/81 - 81/82 - 82/83 - 84/85 - 85/86 - 88/89
- 6 Lligues d'Alemanya
  - 03/04 - 05/06 - 08/09 - 09/10 - 10/11 - 11/12
- 6 Copes d'Alemanya
  - 04/05 - 05/06 - 07/08 - 08/09 - 09/10 - 12/13

| Edició |               | 1ª Fase previa ¹ | 2ª Fase previa ¹ | Quarts de final | Semifinals       | Final       |
| ------ | ------------- | ---------------- | ---------------- | --------------- | ---------------- | ----------- |
| 04/05  |               |                  | Wroclaw          | Energiya        | Ørn              | Djurgårdens |
| 05/06  |               |                  | Saestum          | Valur           | Djurgården       | Frankfurt   |
| 06/07  |               |                  | Rapide           | Brøndby         |                  |             |
| Edició | Fase previa ¹ | Setzens de final | Vuitens de final | Quarts de final | Semifinals       | Final       |
| 09/10  |               | Honka            | Brøndby          | Røa             | Duisburg         | Lyon        |
| 10/11  |               | Åland            | Neulengbach      | Juvisy          | Duisburg         | Lyon        |
| 11/12  |               | Thór-KA          | Glasgow          | Rossiyanka      | Olympique de Lió |             |
| 12/13  |               | Standard         | Arsenal          |                 |                  |             |
| 13/14  |               | MTK              | Lyon             | Torres          | Wolfsburg        |             |

- ¹ Fase de grups. Equip classificat pillor possicionat en cas d'eliminació o equip eliminat millor possicionat en cas de classificació.